# Жуйань
Жуйань (кит. спр. 瑞安市, піньїнь: Ruì'ān Shì) — місто-повіт у центральнокитайській провінції Чжецзян, складова міста Веньчжоу.

## Географія
Жуйань розташовується на висоті близько 10 метрів над рівнем моря у центральній частині префектури на березі Східнокитайського моря.

### Клімат
Місто знаходиться у зоні, котра характеризується вологим субтропічним кліматом. Найтепліший місяць — липень із середньою температурою 28,1 °C. Найхолодніший місяць — січень, із середньою температурою 8,6 °С.
| Клімат Жуйаня           | Клімат Жуйаня | Клімат Жуйаня | Клімат Жуйаня | Клімат Жуйаня | Клімат Жуйаня | Клімат Жуйаня | Клімат Жуйаня | Клімат Жуйаня | Клімат Жуйаня | Клімат Жуйаня | Клімат Жуйаня | Клімат Жуйаня | Клімат Жуйаня |
| Показник                | Січ.          | Лют.          | Бер.          | Квіт.         | Трав.         | Черв.         | Лип.          | Серп.         | Вер.          | Жовт.         | Лист.         | Груд.         | Рік           |
| Середній максимум, °C   | 12,5          | 12,6          | 15            | 20,1          | 24,6          | 28,3          | 31,8          | 31,7          | 28,5          | 24,4          | 20,4          | 15,5          | 22,1          |
| Середня температура, °C | 8,6           | 8,9           | 11,5          | 16,1          | 21            | 24,8          | 28,1          | 28,1          | 24,9          | 20,4          | 16,1          | 11            | 18,3          |
| Середній мінімум, °C    | 5,8           | 6,2           | 8,9           | 13,3          | 18,2          | 22,2          | 25,2          | 25,3          | 22,2          | 17,2          | 12,8          | 7,7           | 15,4          |
| Норма опадів, мм        | 61.6          | 84.1          | 149.3         | 147.7         | 175.5         | 234.2         | 153.2         | 223           | 187.1         | 77.6          | 72.6          | 44.7          | 1610.6        |
| Вологість повітря, %    | 76            | 79            | 83            | 83            | 84            | 87            | 84            | 82            | 80            | 76            | 74            | 73            | 80.1          |
| ----------------------- | ------------- | ------------- | ------------- | ------------- | ------------- | ------------- | ------------- | ------------- | ------------- | ------------- | ------------- | ------------- | ------------- |
| Джерело: data.cma.cn    |               |               |               |               |               |               |               |               |               |               |               |               |               |